# Silberwurzen
Die Silberwurzen (Dryas) sind eine Pflanzengattung aus der Familie der Rosengewächse (Rosaceae) mit Verbreitung in Tundren und zwei alpinen Arten auf der nördlichen Halbkugel.

## Beschreibung
Silberwurzen sind kriechend verzweigte, immergrüne, verholzende Zwergsträucher. Die nahe beieinanderstehenden, gegenständig angeordneten Blätter sind am Rand in der Regel tief eingeschnitten, selten ganzrandig. Nebenblätter sind vorhanden.
Die achselbürtigen, auffälligen Einzelblüten sind langgestielt und zwittrig oder auf ein Geschlecht reduziert. Der Blütenbecher ist tassen- bis schalenförmig. Die sieben bis zehn Kelchblätter liegen dachziegelig bis klappig, ihre Anzahl ist stets identisch mit jener der weißen, weißlichen oder gelben Kronblätter. Staubblätter und Stempel sind zahlreich, letztere stehen unverwachsen auf dem Grund des Blütenbechers. Die Stylodien sind endständig und lang behaart. Die winzigen, linealischen Narben sind endständig und längs gefurcht.
Die Früchte sind Achänen, die in den nicht hinfälligen, verlängerten und haarigen Stylodia enden. Es gibt nur eine Samenanlage. Die Samen haben eine häutige Oberfläche. Die Chromosomenzahl beträgt 2n=18.

Verbreitung der Gattung Dryas

## Verbreitung
Die Gattung Dryas kommt in Tundren und alpinen Regionen der nördlichen Halbkugel vor. Während die Weiße Silberwurz zirkumpolar auftritt (auch in Mitteleuropa), ist Dryas drummondii auf Nordostasien und Nordamerika beschränkt.
Die in sandigen Tonablagerungen nachweisbaren fossilen Vorkommen (besonders von Dryas octopetala L.) aus den Kaltzeiten belegen eine weite Verbreitung der Silberwurzen in der gletscherfreien nordwestlichen Tundrenvegetation Europas, welche namensgebend wurde für die Dryas-Floren der Würm-Kaltzeit, insbesondere der Jüngeren Dryaszeit.

## Systematik

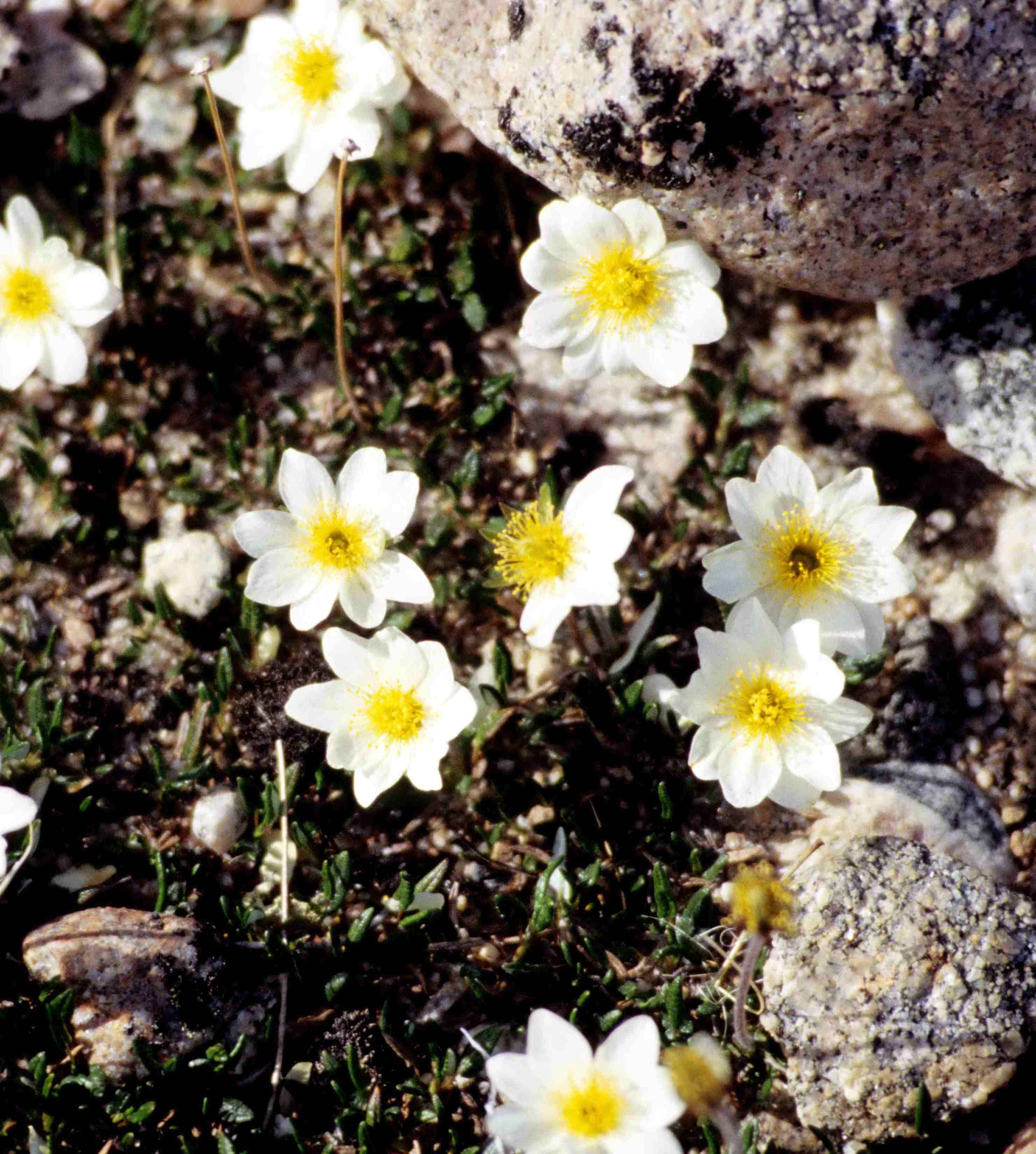
Dryas integrifolia

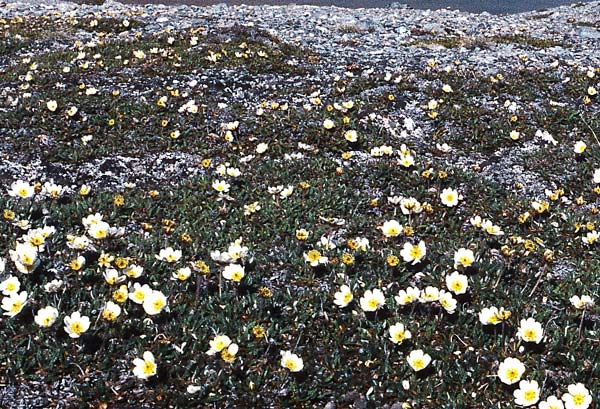
Heutige Tundrenvegetation mit Dryas octopetala auf Spitzbergen

Die Gattung Dryas wurde 1753 von Carl von Linné aufgestellt. Gemeinsam mit den Gattungen Cercocarpus, Chamaebatia und Purshia bildet sie die Unterfamilie Dryadoideae innerhalb der Familie Rosaceae.
Je nach Autor enthält die Gattung Dryas zwei bis etwa zwanzig Arten, elf werden derzeit weithin anerkannt:
- Alaska-Silberwurz (Dryas alaskensis A.E.Porsild, Syn.: Dryas octopetala subsp. alaskensis (A.E.Porsild) Hultén, Dryas octopetala f. glabrata, Dryas punctata Juz.): Alaska, Yukon, Magadan.[5]
- Gelbe Silberwurz (Dryas drummondii Richards.): Kanada, nordwestliche USA: Alberta, British Columbia, Nordwest-Territorien, Ontario, Quebec, Saskatchewan, Yukon, Alaska, Montana, Oregon.
- Große Silberwurz (Dryas grandis Juz.): Sie kommt in den gemäßigten Zonen Nordostasiens vor.[5]
- Hooker-Silberwurz (Dryas hookeriana Juz., Syn.: Dryas octopetala subsp. hookeriana (Juz.) Hultén): westliches Nordamerika: Alberta, British Columbia, Nordwest-Territorien, Alaska, Colorado, Idaho, Montana, Oregon, Utah, Washington, Wyoming.
- Eingeschnittene Silberwurz (Dryas incisa Juz.): Sibirien bis Kanada (Nordwest-Territorien)
- Ganzrandige Silberwurz (Dryas integrifolia M.Vahl): Mit zwei Unterarten:
  - Dryas integrifolia subsp. sylvatica (Hultén) Hultén: Ostsibirien bis nördliches Kanada.
  - Dryas integrifolia  subsp. integrifolia: Südliches Kanada.
- Weiße Silberwurz (Dryas octopetala L., Syn.: Dryas caucasica Juz.): Subarktisches und subalpines Eurasien, Grönland.[5]
- Zentralasiatische Silberwurz (Dryas oxydonta Juz.): Zentralasien bis Sibirien und Mongolei.[5]
- Sumnevicz-Silberwurz (Dryas sumneviczii Serg.): Oblast Irkutsk und Republik Burjatien.[5]
- Klebrige Silberwurz (Dryas viscosa Juz.): Region Chabarowsk und Republik Sacha (Jakutien).[5]